# 內米亞
48°27′54″N 27°45′44″E / 48.46500°N 27.76222°E

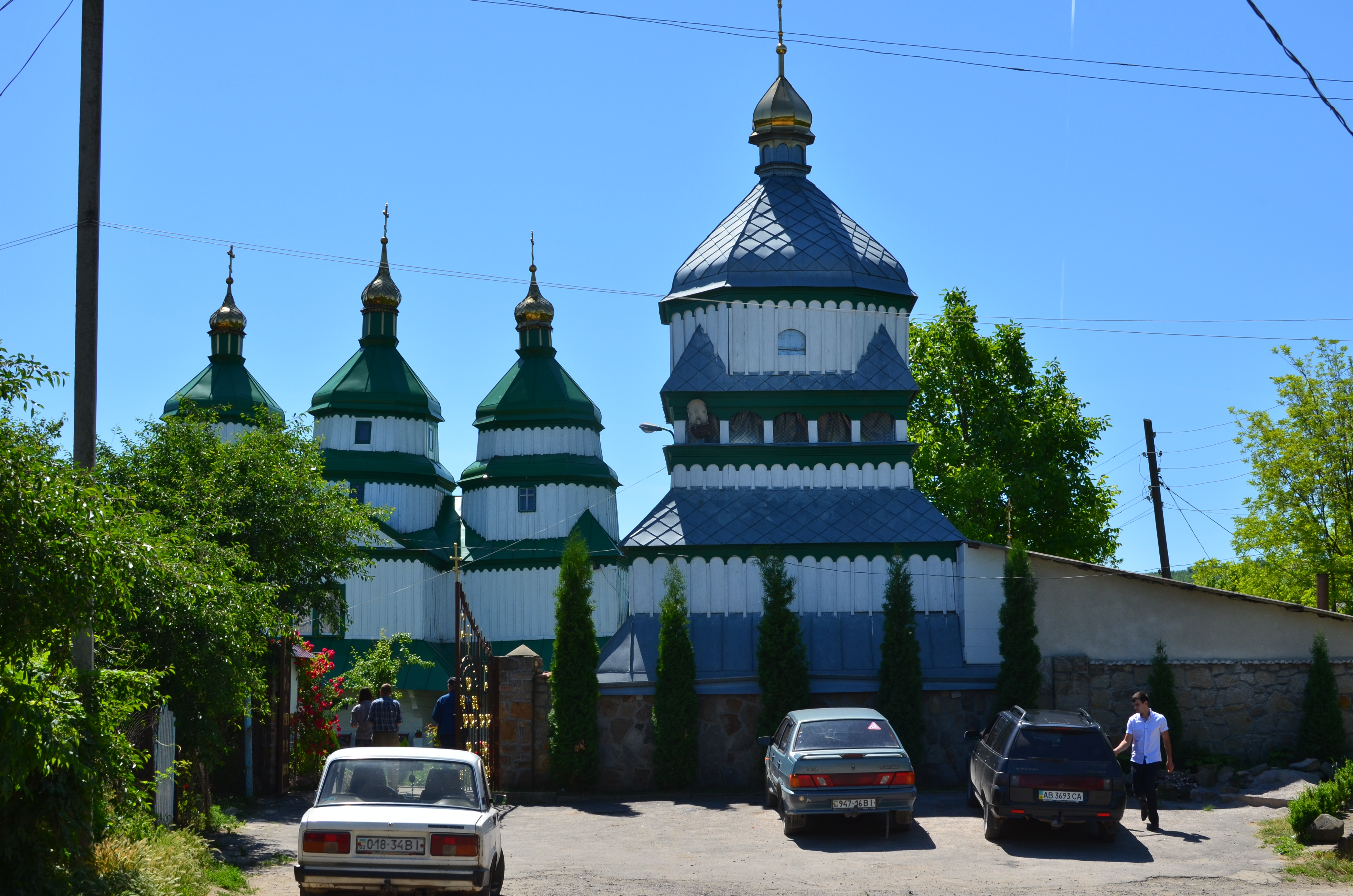
教堂

內米亞（羅馬化：Nemiia）是烏克蘭西南部文尼察州莫希利夫-波迪利斯基區莫希利夫-波迪利斯基市鎮的村莊。該村始建於十六世紀，面積2.76平方公里，海拔高度121米，2025年人口2,048。